# أناستازيا (يخت)
أناستازيا هو يخت فائق، بُني في مايو 2008 في حوض أوسانكو للسفن. صمّم الهيكل الداخلي والخارجي لليخت المهندس سام سورجيوفاني.

## التصميم
يبلغ طول محرك اليخت 75.5 متر (247.7 قدم) وعرض السفينة إلى 13.4 متر (44 قدم). بينما وصل ارتفاعها إلى 3.8 متر (12.5 قدم). تم استخدام الفولاذ في صناعة بدن السفينة. بينما صنع سطحها من الألومنيوم مع خشب ساج للطوابق العليا.

تستطيع السفينة حمل 12 شخصا غير 20 شخص من طاقم السفينة.
تم تصنيف اليخت من قبل سجل لويدز ليكون 100AI SSC، MONO G6 LMC UMS MCA.

## المحركات
يحتوي اليخت على محركين رئيسين من نوع MTU 4000 على جهد 16 فولت بقوة 2720 كيلو وات بسرعة 2100 لفة في الدقيقة. يستطيع اليخت ان تصل سرعته القصوى إلى 21 عقدة (39 كيلومتر/ ساعة)، بينما سرعته العادية هي 15 عقدة (27.8 كيلومتر/ ساعة).

## الصور

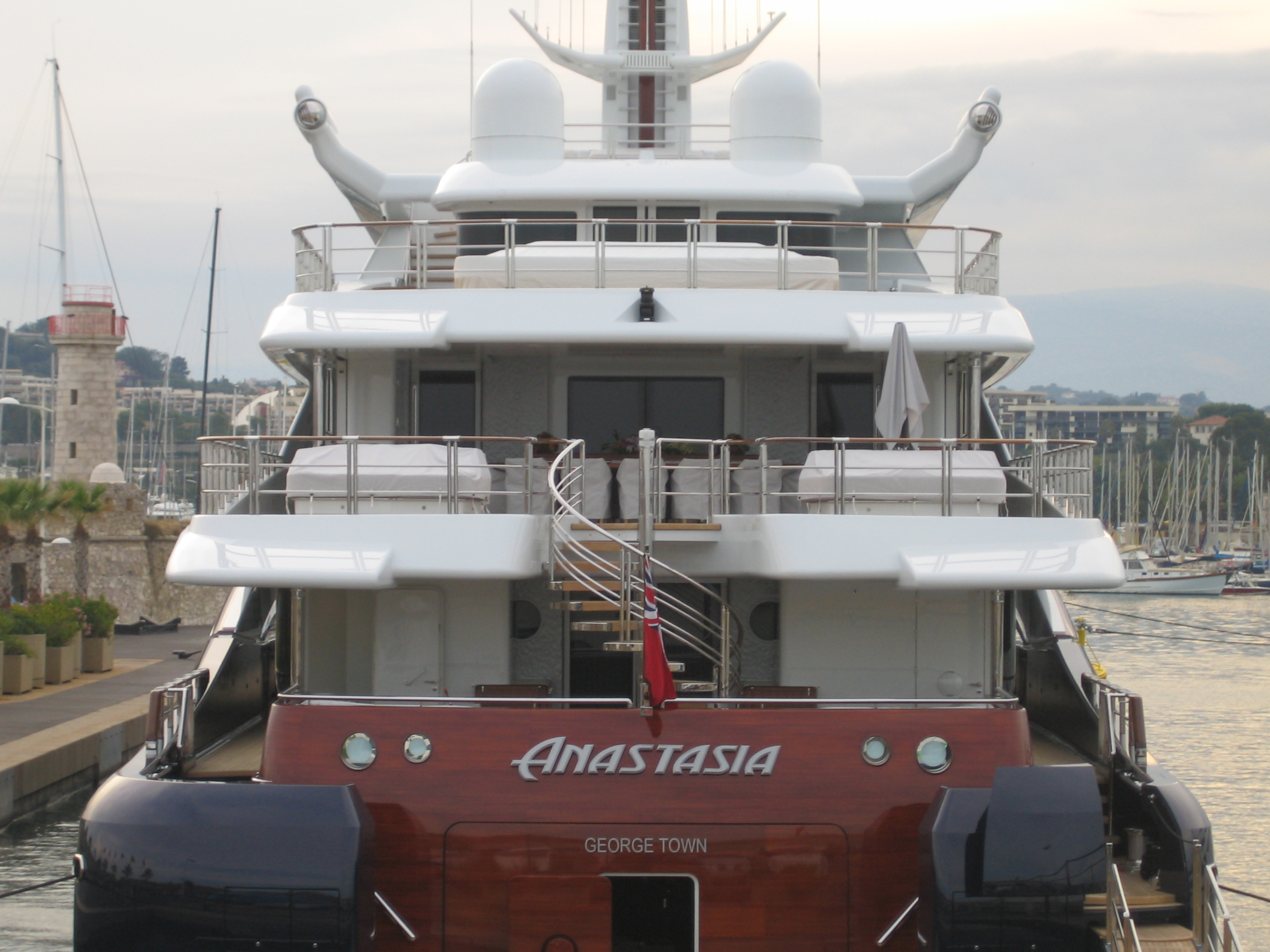
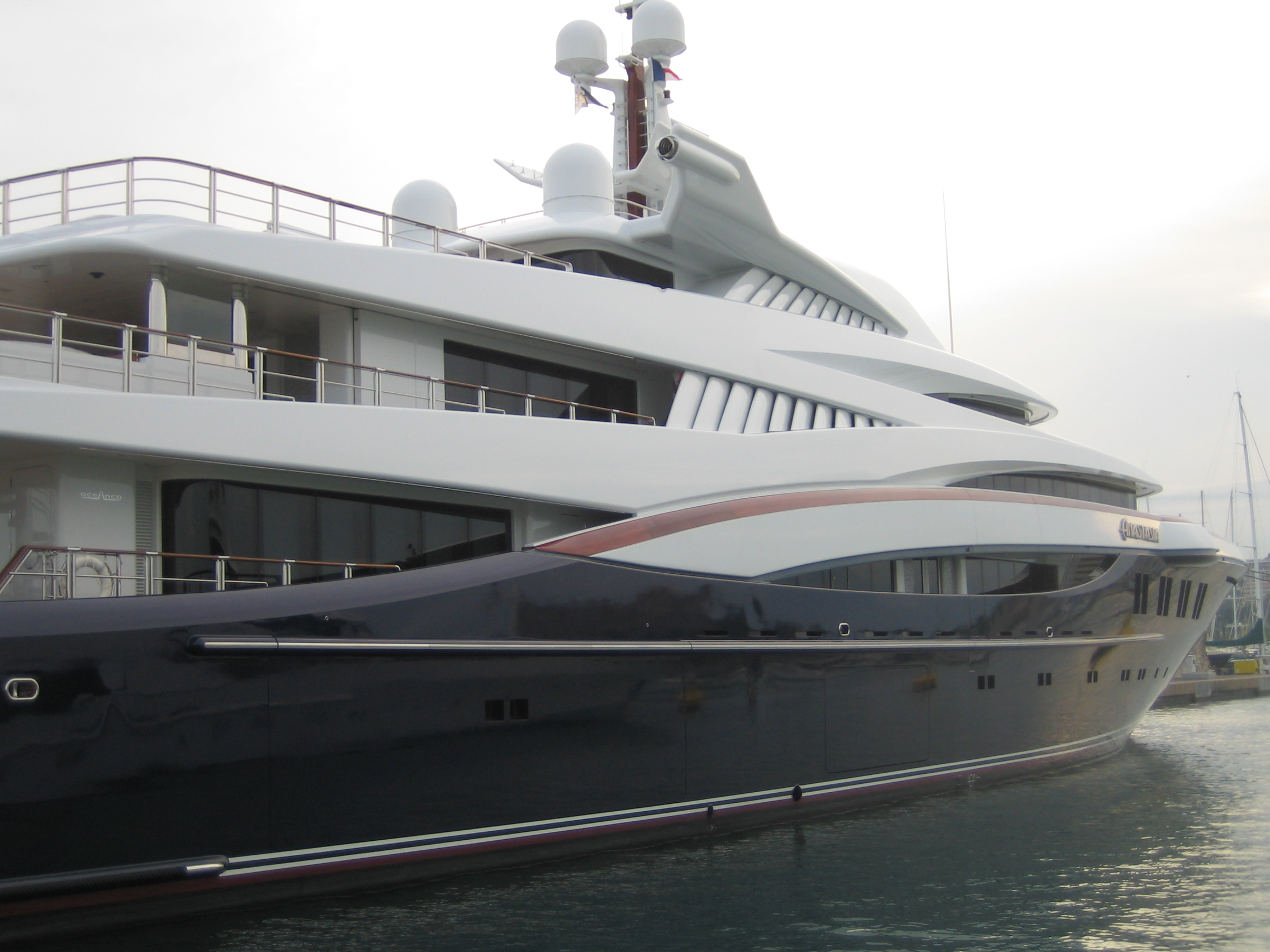
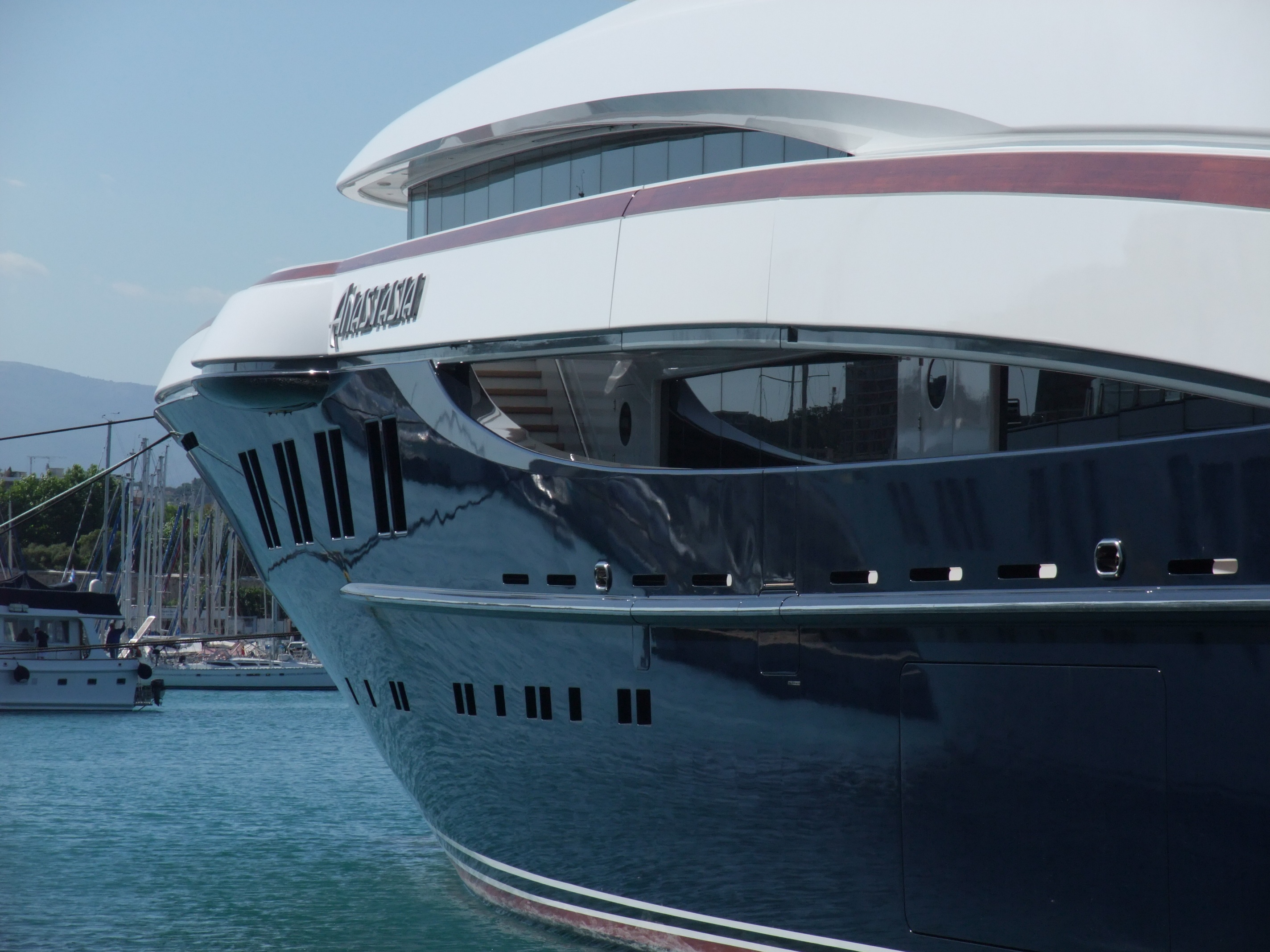

## وصلات خارجية
- Anastasia yacht official website
- Track Anastasia in real time